# مایکروسافت مانی
مایکروسافت مانی (به انگلیسی: Microsoft Money)، یکی از محصولات نرم‌افزاری اختصاصی شرکت مایکروسافت است. این نرم‌افزار که از گونه نرم‌افزارهای سرمایه‌سنجی شخصی محسوب می‌شود، به منظور مدیریت گردش اقتصادی و سنجش موضوعات مرتبط به به ان را برای افراد حقیقی و حقوقی فراهم می‌کند.

## تاریخچه عرضه
| نسخه عرضه شده               | نسخه فعال                                                                        | نکات |
| --------------------------- | -------------------------------------------------------------------------------- | --- |
| Microsoft Money Plus Sunset | ۱۷٫۰٫۱۵۰٫۳۸۱۷ (Home & Business) ۱۷٫۰٫۱۲۰٫۳۸۱۷ (Deluxe)                           | ویرایش‌های ۲۰۰۸ به بالا، نسخه کرک شده و فعال‌سازی شده ندارد. پشتیبانی آن‌لاین همه نسخه‌ها/ بانک اطلاعاتی دانلود، از سیستم حذف شده‌است و نیازی نیست برای نصب نسخه‌های جدید، نسخه‌های پیشین وجود داشته باشد. |
| Microsoft Money Plus        | ۱۷٫۰٫۱۵۰٫۱۴۱۵ (Home & Business) ۱۷٫۰٫۱۲۰٫۱۴۱۵ (Deluxe) ۱۷٫۰٫۸۰٫۱۴۱۵ (Essentials) | نخستین و تنها نسخه از این نرم‌افزار که نیاز به فعال‌سازی نرم‌افزار برای نسخه‌های اصلی دارد. برای فعال‌سازی، مایکروسافت شرایط خاصی چون خرید و دانلود کلیدهای آزمایشی را برقرار نموده است.                 |
| Microsoft Money ۲۰۰۷        | ۱۶٫۰                                                                             | نخستین نسخه از این نرم‌افزار، که برای نسخه‌های غیراصل، نیاز به فعال‌سازی نرم‌افزار دارد. |
| Microsoft Money ۲۰۰۶        | ۱۵٫۰                                                                             | انتشار در کانادا، آخرین نسخه از نرم‌افزار که ویندوزهای ۹۸/ME/SE و برای سیستم عامل ویندوز موبایل |
| Microsoft Money ۲۰۰۵        | ۱۴٫۰                                                                             | |
| Microsoft Money ۲۰۰۴        | ۱۲٫۰                                                                             | |
| Microsoft Money ۲۰۰۳        | ۱۱٫۰                                                                             | |
| Microsoft Money ۲۰۰۲        | ۱۰٫۰                                                                             | |
| Microsoft Money ۲۰۰۱        | ۹٫۰                                                                              | |
| Microsoft Money ۲۰۰۰        | ۸٫۰                                                                              | |
| Microsoft Money ۹۹          | ۷٫۰                                                                              | |
| Microsoft Money ۹۸          | ۶٫۰                                                                              | |
| Microsoft Money ۹۷          | ۵٫۰                                                                              | |
| Microsoft Money ۹۵          | ۴٫۰, ۴٫۰a                                                                        | |
| Microsoft Money ۳٫۰         | ۳٫۰                                                                              | |
| Microsoft Money ۲٫۰         | ۲٫۰                                                                              | |
| Microsoft Money             | ۱٫۰                                                                              | |